# Molepolole Airport
Molepolole Airport är en flygplats i Botswana.   Den ligger i distriktet Kweneng, i den sydöstra delen av landet, 50 km nordväst om huvudstaden Gaborone. Molepolole Airport ligger 1 158 meter över havet.
Terrängen runt Molepolole Airport är platt. Närmaste större samhälle är Molepolole, 2,0 km söder om Molepolole Airport. 
Omgivningarna runt Molepolole Airport är huvudsakligen savann. Trakten runt Molepolole Airport är nära nog obefolkad, med mindre än två invånare per kvadratkilometer.